# Canthidium bokermanni
Canthidium bokermanni är en skalbaggsart som beskrevs av Martinez, Halffter och Guido Pereira 1964. Canthidium bokermanni ingår i släktet Canthidium och familjen bladhorningar. Inga underarter finns listade.